# Čepeča Venera
Čepeča Venera je helenistični model Venere, zasačene pri kopanju. Venera čepi, z desnim kolenom je blizu tal, obrača glavo na desno in v večini različic ima desno roko stegnjeno na levo ramo, da bi pokrila svoje prsi.  Glede na število kipov, izkopanih na rimskih krajih v Italiji in Franciji, se zdi, da je bila ta različica Venere zelo priljubljena.
Številne čepeče Venere v uglednih zbirkah so vplivale na sodobne kiparje od Giambologne do Maartena van Heemskercka, ki je naredil risbo Farnesejeve Čepeče Venere in je zdaj v Neaplju.

## Pripis
Model je pogosto povezan z besedilom v knjigi Naravoslovje Plinija starejšega  (xxxvi, 4), ki našteva skulpture v templju Jupitra Statorja v Oktavijinem portiku (Portico Octavia) v bližini rimskega foruma: besedilo je bilo popravljeno pri omenjanju Venerem lavantem sese Daedalsas, stantem Polycharmus ("Venera se umiva, Daedalsas, [in druga] stoji,  Poliharmus"), opis skulpture Venere, ki ni stala, sicer neznanega Doidalsesa ali Daedalsasa. 

## Antični primeri
Tako jedrnato arhivsko sklicevanje in toliko antičnih različic onemogoča arhivsko prepoznavanje rimskih kopij, čeprav nekaterim pomagajo vrči za vodo in  dodane figure Erosa, kar olajša prepoznavo (na primer iz Ermitaža). Čepeča Venera je bila pogosto primerjana z drugo znamenito antično skulpturo brusača Arrotino.
- Čepeča Venera iz Medičejske zbirke v Medičejski vili v Rimu je zdaj v galeriji Uffizi v Firencah. Izdelal jo je (z morsko školjko) Paolo Alessandro Maffei,  Raccolta di statue antiche e moderni ..., 1704 (plošča XXVIII)
- Čepeča Venera iz Farnesejeve zbirke je obnovljena z majhnim Erosom, ki vzbuja pozornost boginje. Zdaj je v Narodnem arheološkem muzeju v Neaplju. Risbo po tem kipu je naredil Maarten van Heemskerck. [3]
- Čepeča Venera iz Borghesejeve zbirke, leta 1807 jo je prodal Camillo Borghese, zdaj je v Louvru. V Borghesejevi zbirki je bila obnovljena kot Diana, ki je v svoji desnici držala lovski lok. [4]

- Lelyjeva Venera je Antoninov marmor, ki je bil v zbirki družine Gonzaga v Mantovi in leta 1627 inventariziran [5]. Leta 1631 je bil v Angliji razglašen kot "najboljši kip od vseh" in ovrednoten za 6000 ekujev ali kron. [6] Kupljen je bil leta 1627/28 za angleškega kralja Karla I., prodal ga je Gonzaga[7] Umetniške zbirke Karla I. so bile razpršene po državah Commonwealtha. Kip je kupil slikar in poznavalec sir Peter Lely. [8] V kraljevsko zbirko se je vrnil leta 1682 in bil predan Britanskemu muzeju.
- Čepeča Venera, odkrita in izkopana v Solinu blizu Splita v Hrvaški v drugi polovici 18. stoletja, je bila prodana Vatikanskim muzejem, kjer jo je jedkal Francesco, sin  Piranesija, nato jo je zaplenil Napoleon, leta 1816 se je vrnila v Vatikan, kjer je ostala.
- Čepeča Venera (Vénus Accroupie) iz 2. stoletja je iz zbirke Ludvika XIV., zdaj je v Louvru. V različici je njena desna roka dvignjena za ramo.
- Čepeča Venera iz mesta Vienne, 1. ali 2. stoletje, je bila eden najlepših rimskih marmorjev  te vrste [9], izkopana leta 1828 v Sainte-Colombe na desnem bregu Rone, ki je bil del starega mesta Vienne, ki leži čez reko. Leta 1878 je bila kupljena iz zbirke Gerantet za Louvre [10], kjer jo je Cézanne narisal in prilagodil eni od figur s svoje slike Kopalci (Philadelphia). Ostanki majhne roke na hrbtu kažejo, da je bila to ena od različic, ki je vključevala malega Erosa.
- Čepeča Venera iz Hadrijanove vile v Tivoliju, odkrita v 1920-ih, je med najboljšimi rimskimi različicami (Haskell in Penny 1981: 323). V Narodnem rimskem muzeju v Rimu je ohranjena v nerestavriranem stanju.
- Majhna marmorna Čepeča Afrodita iz 1. stoletja pr. n. št., ki je bila odkrita na Rodosu in ohranjena v rodoškem arheološkem muzeju, je različica poze, v kateri Venera, namesto da bi poskušala skromno prikriti prsi, dviguje lase med prste, da bi se posušila, gleda gledalca in odkrito kaže svoje prsi. [11] Včasih to vrsto kipov imenujejo Čepeča rodoška Afrodita.

Ohranjene so majhne starodavne bronaste čepeče Venere. Venero, najdeno v Siriji, ki je bila prej v zbirki Josepha Durighella, je prodala galerija Georgesa Petita v Parizu. 

## Vrednotenje v renesansi
Zgodnja razlaga figure, to je rojstvo Venere, ki se dviga iz morja (Afrodita Anadiomena), je spodbudila, da so jo spet začeli prikazovati, kako se dviga iz školjke, v obliki katere je bil narejen medičejski kip Paola Alessandra Maffeia, Raccolta di antiche e moderni..., 1704 (plošča XXVIII).

### Različice
Več različic čepeče Venere je iz ateljeja Giambologne in njegovega naslednika Antonia Susinija; med Susininijevimi bronastimi kipi je ena Venera iz zbirke Ludvika XIV., ki je zdaj v Holburnovem muzeju umetnosti v Bathu v Veliki Britaniji , medtem ko je druga iz zbirke Karla Evzebija, kneza Lihtenštajna, iz leta 1658 ostala v  lihtenštajnski zbirki na Dunaju. 
- Antoine Coysevox je leta 1686 znamenito različico marmornega kipa podaril za Marlyjev grad; Coysevox, ki je svojo Venero postavil na želvo in ne na školjko, [15] je bil svojega uspeha tako vesel, da je napisal Fidija v grščini in svoje ime. Kralju je bila skulptura tako všeč, da so naredili odlitek v bronu. Danes je Marlyjev marmor v Louvru, bron pa v Versaillesu.
- Marmorna kopija Tommasa Solarija (1762) je v vrtu kraljeve palače v Caserti blizu Neaplja (Haskell in Penny 1981: 323).
- Čepeča Flora Jeana-Baptista Carpeauxa (okoli 1873) v muzeju Calousteja Gulbenkiana v Lizboni je v znanem položaju.